# Mertensia tarbagataica
Mertensia tarbagataica là loài thực vật có hoa trong họ Mồ hôi. Loài này được B. Fedtsch. mô tả khoa học đầu tiên năm 1915.